# Rosalie von Rauch

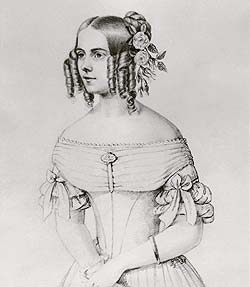
Rosalie von Rauch

Rosalie von Rauch (Berlijn, 28 augustus 1820 - Dresden, 5 maart 1879) was een Pruisische ministersdochter die aanvankelijk hofdame was van de oorspronkelijk Nederlandse prinses Marianne, echtgenote van prins Albert van Pruisen en zuster van de Nederlandse koning Willem II. Nadat het huwelijk tussen Marianne en Albert was gestrand, trouwde zij met prins Albert. 
Zij was de dochter van de Pruisische minister van oorlog, Gustav von Rauch en Rosalie von Holtzendorff. Zij werd op enig moment hofdame van prinses Marianne. Nadat Marianne het Pruisische hof had verlaten met haar koetsier Johannes van Rossum bleef zij verbonden aan het Pruisisch hof. In 1853 trouwde ze met prins Albert. Deze had al vier kinderen. Rosalie schonk Albert nog twee zonen:
- Wilhelm (1854-1930)
- Friedrich (1857-1914)

Na de dood van haar man werd Rosalie door keizer Wilhelm I als gravin van Hohenau in de adelstand verheven. Als gebruikelijk erfden haar kinderen deze naam en titel.